# Contacto (programa de televisão)
Contacto foi um programa de televisão português emitido nas tardes da SIC entre Janeiro de 2006 e 19 de Junho de 2009. Teve como objectivo uma renovação do programa Às Duas por Três.

## Apresentadores
O programa começou por ser apresentado por Nuno Graciano, Rita Ferro Rodrigues e Cláudia Semedo. Entretanto Cláudia Semedo deixou o programa. Rita Ferro Rodrigues e Nuno Graciano acabaram por ser as grandes caras deste programa que passou a ser lider de audiências no horário da tarde. Em 2008, Rita Ferro Rodrigues deixa o programa para se dedicar a outras funções na SIC e Maya acaba por substituí-la até ao final deste em 2009.
Em 2009, o programa foi substituído pelo novo programa Vida Nova.

## Rubricas
Programa de variedades com humor comandado por Jorge Mourato, Carlos Cunha entre outros.
"Calor da Tarde" era a mais recente rubrica do programa, onde José Castelo Branco, Rita Egídio, Daniel Nascimento, Raquel Loureiro, João Malheiro, Marta Cardoso e Zezé Camarinha debatiam as notícias da chamada "imprensa cor-de-rosa", uma espécie de "Tertúlia Cor-de-Rosa".
Havia também o jogo "DOMINÓ", o principal passatempo do programa, que chegou a oferecer 100 000 euros no dia 8 de Maio de 2007.